# یاپراجیک (آیدین‌تپه)
یاپراجیک (به ترکی استانبولی: Yapracık) (به کردی: Sindelî) یک منطقهٔ مسکونی در ترکیه است که در آیدین‌تپه واقع شده‌است. یاپراجیک ۵ نفر جمعیت دارد.